# Mental ray

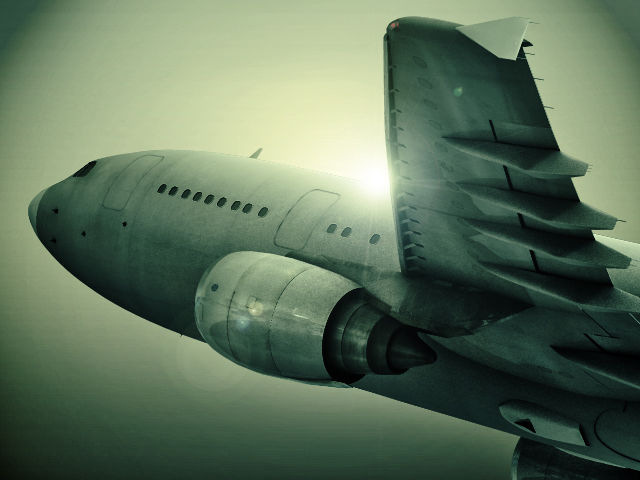
Airbus A300 — візуалізація зроблена в mental ray, 2009

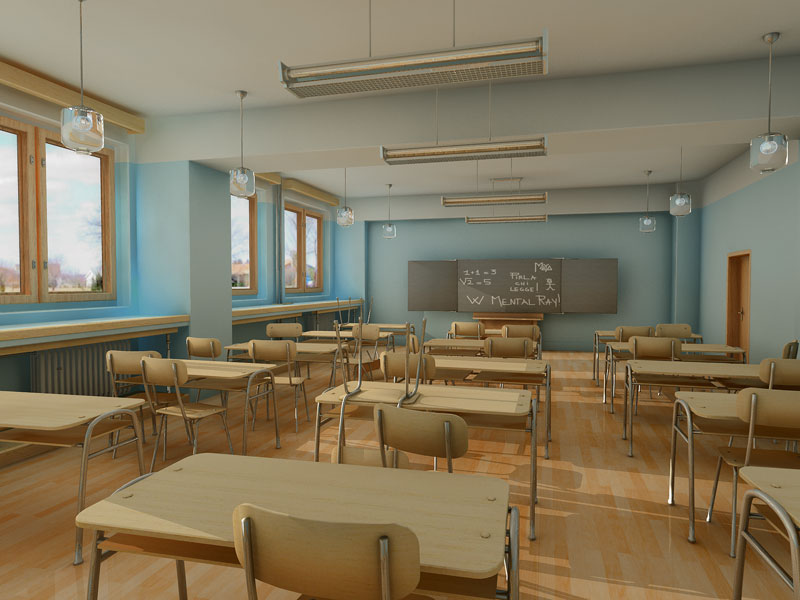
Зразок зображення, візуалізованого в mental ray, 2006

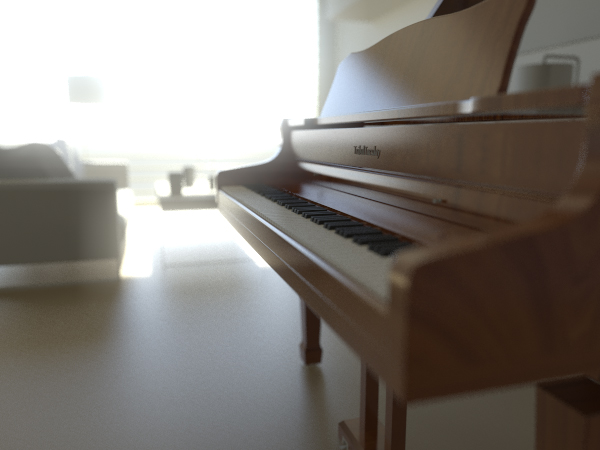
Зразок зображення, візуалізованого в mental ray, 2010 (демонструється дія ефектів світла і глибини різкості)

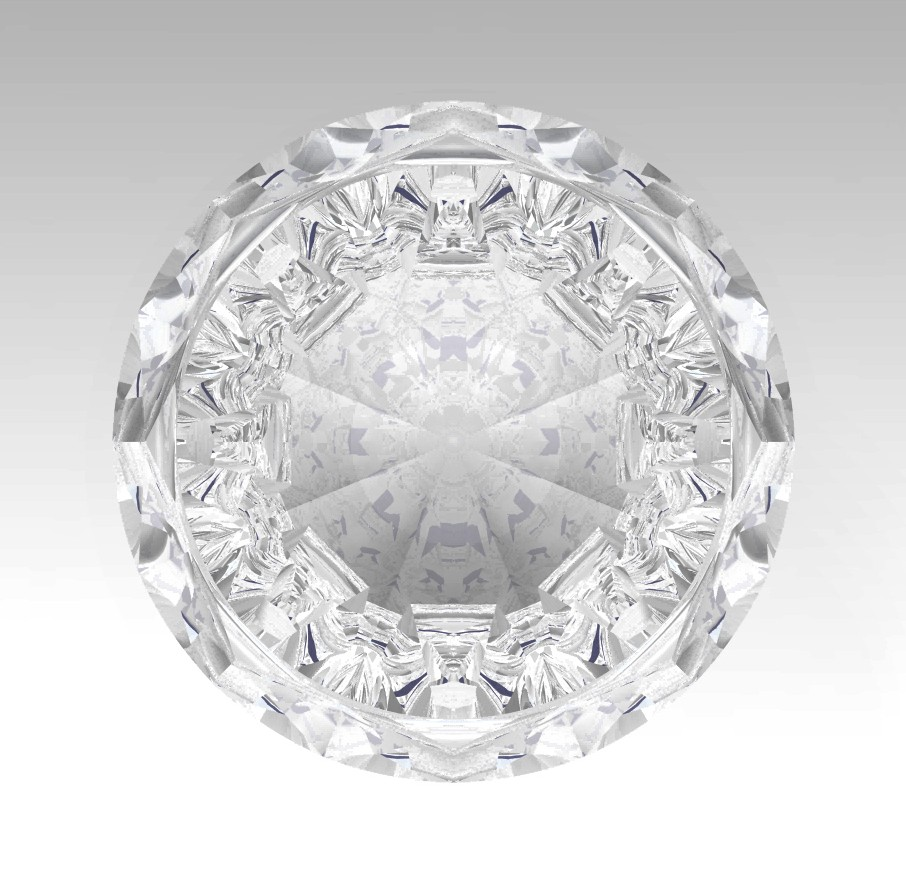
Зображення алмазу, візуалізоване з використанням mental ray в CATIA V5R19 Photo Studio, 2010

mental ray — програма для створення комп'ютерної візуалізації, розроблена компанією mental images (Німеччина) і на сьогодні інтегрована у певні продукти Autodesk (наприклад 3ds MAX, Maya). Є дочірньою компанією NVIDIA.
mental ray найкраще інтегрований з Softimage XSI (з 1996, тоді Softimage називався Sumatra), є також інтеграції з Autodesk Maya (з 2002), Autodesk 3ds Max (з 1999), Houdini, SolidWorks, а також є версія standalone.
Глобальне освітлення створюється за допомогою Final gather, Irradiance Particles і Photon. Також є каустика і motion blur. Перевага mental ray — у його розширюваності. Можна написати шейдери на мові С++, що виділяє його з інших рендерів і дає право називатися продакшн рендером як і RenderMan.
mental ray був розроблений в 1986, комерційна версія випущена в 1989.

## Алгоритм розрахунку глобального освітлення
- Final Gather — найбільш часто використовуваний алгоритм розрахунку непрямого освітлення, а також освітлення за допомогою матеріалів і карти оточення. Має кілька алгоритмів інтерполяції, а також варіант прорахунку без інтерполяції.
- Photon Map — алгоритм побудови фотонної карти від джерел прямого світла, може працювати у зв'язці з Final Gather.
- Importons — алгоритм, здебільшого допоміжних розрахунків. Може працювати у зв'язці з іншими алгоритмами.
- Irradiance Particles — алгоритм прорахунку глобального освітлення. Використовує importons, а також може працювати у зв'язці з Final Gather.

Крім цього існують шейдери, що дозволяють створювати ефекти непрямого освітлення, без перерахованих вище алгоритмів.

## iray
iray — самостійний unbiased візуализатор, що з'явився в mental ray версії 3.8. Дозволяє робити обчислення одночасно на центральному процесорі і графічному процесорі з технологією CUDA.

## Мультиплатформовий рендеринг
Підтримується платформами: Windows NT, Alpha, Linux-alpha, Linux-x86, SGI, AIX 4, DEC UNIX 4, HP-UX 11, SGI IRIX и Sun Solaris.

## Застосування у виробництві
Mental Ray використаний для розроблення фільмів:
- Астерікс завойовує Америку (1994)
- Місто загублених дітей (1995)
- Бійцівський клуб (1999)
- Прогулянки з динозаврами (1999—2000)
- Клітка (2000)
- Кімната страху (2002)
- Зоряні війни. Епізод II. Атака клонів (2002)
- Термінатор 3: Повстання машин (2003)
- Халк (2003)
- Матриця: Перезавантаження і Революція (2003)
- Післязавтра (2004)
- Олександр (2004)
- Блейд: Трійця (2004)
- Син Маски (2005)
- Брати Грімм (2005)
- Велика подорож (2006)
- Залізобетон (2006)
- Артур і Мініпути (2006)
- Посейдон (2006)
- Трон: Спадок (2010)
- та ін.